# Mattarello (stacja kolejowa)
Mattarello (wł. Stazione di Mattarello) – stacja kolejowa w Mattarello, w prowincji Trydent, w regionie Trydent-Górna Adyga, we Włoszech. Znajduje się na linii Werona – Innsbruck.
Stacja jest nieczynna od lat 90. XX wieku.

## Linie kolejowe
- Werona – Innsbruck